# Ewa Kolasińska
Ewa Kolasińska-Szramel (ur. 13 lipca 1951 w Poznaniu) – polska aktorka teatralna, filmowa i telewizyjna, od 1973 aktorka Narodowego Starego Teatru im. Heleny Modrzejewskiej w Krakowie, laureatka nagrody aktorskiej na 37. Kaliskich Spotkaniach Teatralnych (1987).

## Życiorys
Absolwentka krakowskiej PWST (1973). Od 1973 aktorka Starego Teatru w Krakowie. Zadebiutowała 27 października 1973. Występowała także gościnnie w Teatrze STU w Krakowie oraz za granicą na Festiwalu Dwóch Światów w Spoleto. W 1987 zdobyła nagrodę aktorską na 37. Kaliskich Spotkaniach Teatralnych za rolę Gizeli Spiessbürger w przedstawieniu Wiosna Narodów w Cichym Zakątku (1929) Adolfa Nowaczyńskiego w reżyserii Tadeusza Bradeckiego w Starym Teatrze im. Heleny Modrzejewskiej w Krakowie (1987).
Znana z roli Marysi w cyklicznym programie rozrywkowym Spotkanie z Balladą, z którym związana jest od 1976. W maju 2009 aktorka została wyróżniona odznaczeniami: Odznaką „Honoris Gratia” od władz Krakowa oraz Medalem 200-lecia Starego Teatru od jego dyrekcji.
Była żoną Stefana Szramela.

## Filmy
- 1976: Próba ciśnienia
- 1976: Za metą start jako inżynier Głowacka
- 1977: Wodzirej jako Iza
- 1979: Szansa jako pani wuefistka Maryla Lipko
- 1980: W biały dzień jako gospodyni w Zakopanem
- 1982: Odwet jako opiekunka wycieczki
- 1987: Śmierć Johna L. jako reporterka na uroczystości wręczenia nagrody
- 1987: Dziennik dla moich ukochanych
- 1993: Lista Schindlera jako Żydówka
- 1995: Wielki tydzień jako kobieta dająca Irenie wody
- 1998: Złoto dezerterów jako kobieta w oknie w getcie
- 2008: Drzazgi jako Bigosowa, gospodyni Bartka
- 2008: Pora mroku jako dr Heller
- 2009: Galerianki jako nauczycielka
- 2009: Wszystko, co kocham jako nauczycielka
- 2012: Kanadyjskie sukienki jako Pieczarkowa
- 2013: Wałęsa. Człowiek z nadziei jako kobiecina
- 2014: Mur jako sąsiadka
- 2014: Matka jako siostra Sikorowska
- 2015: Anatomia zła jako Wiśniewska
- 2015: Body/Ciało jako pielęgniarka
- 2017: Twarz jako Marianna Bączyk
- 2018: Podatek od miłości jako klientka Mariana
- 2019: Na bank się uda jako Czernecka, sąsiadka Tolka
- 2020: Magnezja jako ciotka Dalia
- 2021: Śniegu już nigdy nie będzie jako kobieta z psem
- 2021: Miłość do kwadratu jako nauczycielka
- 2022: 8 rzeczy, których nie wiecie o facetach jako prowadząca w szkole rodzenia
- 2022: Parada serc jako kwiaciarka Dorota
- 2023: Miłość do kwadratu jeszcze raz jako nauczycielka
- 2023: Znachor jako matka w sądzie
- 2023: Miłość do kwadratu bez granic jako nauczycielka
- 2023: Doppelgänger. Sobowtór jako pani Ziarko

## Seriale
- 1980: Z biegiem lat, z biegiem dni… jako Zośka, żona Relskiego
- 1988: Rodzina Kanderów jako żona wczasowicza w Zakopanem
- 1997: Sława i chwała jako sprzedawczyni w Sukiennicach
- 2001: Klinika pod Wyrwigroszem jako Hela (odc. 3)
- 2002: Na dobre i na złe jako Stefaniakowa, matka „Malutkiego” (odc. 98)
- 2005–2006: Magda M. jako Celina Tokarczykowa, sąsiadka Joli
- 2005: Szanse finanse jako Halinka, sąsiadka Szymańskich
- 2007: Niania jako zakładniczka (odc. 85)
- 2007: Hela w opałach jako kierownik Biura Obsługi Klienta Aldona Wąsik (odc. 31)
- 2009–2010: Majka jako Waleria Góra
- 2010: Klub szalonych dziewic jako wróżka „Kornelia de PortoFino” (odc. 10)
- 2011: Ojciec Mateusz jako Zofia, matka Wacka (odc. 93)
- 2011: Wiadomości z drugiej ręki jako Urszula, „matka” Wilka (odc. 16, 17)
- 2012: Komisarz Alex jako właścicielka willi (odc. 14)
- 2013: Głęboka woda jako pani Stefa, gospodyni w domu Zalewskich (odc. 24)
- 2016: Belfer jako Krysia, ciocia Zawadzkiego
- 2018: Ucho Prezesa jako minister rodziny, pracy i polityki społecznej Elżbieta
- od 2019: Na dobre i na złe jako Urszula Marjańska
- 2020: Zakochani po uszy jako babcia Ani (odc. 185)
- 2020: Królestwo kobiet jako mama Krystyna (odc. 3)
- 2021: Kowalscy kontra Kowalscy jako babcia Gienia (odc. 42)
- 2021: Papiery na szczęście jako sprzątaczka (odc. 41)
- 2022: Behawiorysta jako Jadwiga Puta
- 2022: Bunt! jako Maria Słomińska
- od 2024: M jak miłość jako pani Ola
- 2025: Pati 2 jako Ewelina

## Role teatralne
- 1973: Dom otwarty jako Lola (reż. Jerzy Kreczmar)
- 1974: Wiśniowy sad jako robotnica (reż. Konrad Swinarski)
- 1975: Wiśniowy sad jako Duniasza (reż. Jerzy Jarocki)
- 1975: Pokój na godziny jako Zofia (reż. Romana Próchnicka)
- 1976: Sklepy cynamonowe jako Paulina (reż. Ryszard Major)
- 1977: Zbrodnia i kara jako Sonia (reż. Maciej Prus)
- 1977: Wesele jako Kasia (reż. Jerzy Grzegorzewski)
- 1980: Rewizor jako Poszlopkina (reż. J. Jarocki)
- 1982: Oresteja jako Kassandra (reż. Zygmunt Hübner)
- 1984: Antygona jako Antygona (reż. Andrzej Wajda)
- 1986: Woyzeck jako Małgorzata (reż. Tadeusz Bradecki)
- 1986: Trzecia pierś jako Ewa (reż. Józef Czernecki)
- 1987: Wiosna Narodów w Cichym Zakątku jako Gizela Spiessburger (reż. T. Bradecki)
- 1988: Dybuk jako Żydówka (reż. A. Wajda)
- 1988: Operetka jako markiza (reż. T. Bradecki)
- 1991: Wesele jako Klimina (reż. A. Wajda)
- 1992: Ich czworo jako Wdowa (reż. Krzysztof Orzechowski)
- 1992: Tak zwana ludzkość w obłędzie jako Marianna (reż. J. Grzegorzewski)
- 1992: Rękopis znaleziony w Saragossie jako Lajardin, Getta Cimento (reż. T. Bradecki)
- 1993: Venezia, Venezia jako Colombina (reż. Giovanni Pampiglione)
- 1994: Gwałtu, co się dzieje! jako Agata (reż. Anna Polony)
- 1994: Mishima (Adamaszkowy bębenek) jako urzędniczka (reż. A. Wajda)
- 1994: Mishima (Pani Aoi) jako pielęgniarka (reż. A. Wajda)
- 1994: Mishima (Szafa) jako klientka (reż. A. Wajda)
- 1995: Don Kichote jako gospodyni (reż. Marek Fiedor)
- 1996: Peer Gynt jako Kari, Stara z Dworu (reż. M. Fiedor)
- 1997: Iwona, księżniczka Burgunda jako Ciotka Flora (reż. Horst Leszczuk)
- 1998: Słomkowy kapelusz jako Klara (reż. A. Wajda)
- 2000: Markiza de Sade jako Charlotta (reż. T. Bradecki)
- 2000: Tryptyk Wyspiański jako Althea; Noc (reż. M. Fiedor)
- 2000: Spaghetti i miecz jako dziewczyna (reż. Kazimierz Kutz)
- 2003: Tango Gombrowicz jako Maestro; Pianista (reż. Mikołaj Grabowski)
- 2004: Wyzwolenie jako Mówca (reż. M. Grabowski)
- 2004: Makbet jako Wiedźma; Maska (reż. A. Wajda)
- 2006: Trzy stygmaty Palmera Eldritcha jako Fran Schein (reż. Jan Klata)
- 2006: Matka jako Lucyna Beer (reż. Piotr Chołodziński)
- 2007: Oresteja jako Megajra (reż. J. Klata)
- 2008: Trans-Atlantyk jako Maestro (reż. M. Grabowski)
- 2009: Mały Eyolf jako Szczurzyca (reż. M. Spiss)
- 2009: Krystyna Drohojowska, Sikorka, Postać w Obrazie Trylogia wg H. Sienkiewicza (reż. J. Klata)

## Role wTeatrze Telewizji
- 1974: Królestwo zwierząt jako Franciszka Schmidt (reż. Irena Wolen)
- 1976: Wesele (aut. A. Czechow) jako Maria (reż. Bogdan Hussakowski)
- 1976: Wszyscy mówią prawdę jako Roberts (reż. I. Wollen)
- 1977: Wesele u drobnomieszczan jako siostra (reż. Edward Linde-Lubaszenko)
- 1979: Niezrównany Nakoniecznikow jako żona (reż. Stanisław Zajączkowski)
- 1980: Irkucka historia jako Larysa (reż. I. Wollen)
- 1986: Ferdydurke jako Służąca Marcysia (reż. Maciej Wojtyszko)
- 1987: Opowieści Hollywoodu jako Salka Viertel (reż. K. Kutz)
- 1991: Zapach orchidei jako pani Hollman (reż. K. Kutz)
- 1995: Jury jako Kurska (reż. Juliusz Machulski)
- 1997: Adamaszkowy bębenek jako urzędniczka (reż. A. Wajda)
- 1997: Wiosna Narodów w Cichym Zakątku jako Gizela Spiessburger (reż. T. Bradecki)
- 1998: Tak zwana ludzkość w obłędzie jako Marianna (reż. J. Grzegorzewski)

## Dubbing
- 1991: Lisiczka jako żona leśniczego
- 2000: Nowe szaty króla jako Yzma
- 2005: Nowe szaty króla 2 jako Yzma

## Nagrody
- 1978: nagroda Wydziału Kultury i Sztuki Urzędu Miejskiego w Krakowie dla młodych twórców
- 1987: nagroda za rolę Gizeli w spektaklu Wiosna Narodów w Cichym Zakątku Nowaczyńskiego w Starym Teatrze w Krakowie na XXXVII KST w Kaliszu.